# Maximiliano de Tébessa
San Maximiliano de Tebessa (o Tebesta) es un santo cristiano y mártir sobre el año 274. Por la condición de militar de su padre, Fabio Victor, fue obligado a seguir la carrera militar a los 21 años.  Ante el proconsul de Numidia Casio Dion, rechazó seguir como soldado debido a su condición de cristiano. Fue condenado a la muerte por decapitación el 12 de marzo de 295, en la ciudad de Thavaste (ahora: Tébessa, Argelia).  Ha sido ensalzada la figura de san Maximiliano como el primer objetor de conciencia.